# Кирил Досков
Кирил Димитров Досков е български алпинист, изкачил Еверест през 1984 г., геолог.

## Биография
Кирил Досков е роден на 2 юни 1958 г. в София. Започва да се занимава с алпинизъм през 1974 г. Преминава многократно всички най-трудни маршрути в България. Изкачва северната стена на Дих Тау в Кавказ (1979 г.), северната стена на Айгер по тур „Хекмайер“ (1981), зимни и летни изкачвания в Татрите (югоизточната стена на Ломницки шчит през зимата на 1982 и др.), вр. Ленин (7134 м) – днес Ибн Сина или Авицена в Памир (1983 г.) и вр. Комунизъм (7495 м) – днес Исмаил Самани в Памир (1983 г.). Републикански шампион по скално катерене през 1981 и 1982 г.
На 9 май 1984 г., заедно с Николай Петков, изкачва връх Еверест по Западния гребен („Жестокия път“). След тях никой не е минал по този най-труден ръб. Слизат по класическия маршрут през Южния връх, Южното седло и Западния циркус. Така правят пълен траверс на масива (наричан понякога „Българския траверс“) и успяват да спасят Методи Савов от предишната свръзка, почти застигнат от бялата смърт.
Веднага след Еверест Кирил Досков и Николай Петков правят скоростно изкачване на Американската диретисима на Пти Дрю в Алпите.
Следвал най-напред във ВИФ, а след това в Геолого-географския факултет на СУ „Св. Климент Охридски“. През лятото на 1984 г., като студент-геолог, участва в първата българска научна експедиция в Хималаите. Емигрира в Германия, там се дипломира като геолог и прави магистратурата си в Ерланген. Автор на голям научен труд за геологията на Хималаите. Днес Кирил Досков живее във Франция.